# Roberto Rodríguez (Fussballspieler, 1990)
Roberto Iván Rodriguez Araya (* 28. Juli 1990 in Zürich) ist ein ehemaliger Schweizer Fussballspieler mit spanischen und chilenischen Vorfahren.

## Spielerkarriere
Roberto Rodríguez spielte während seiner Jugendzeit im Nachwuchs des Grasshopper Clubs Zürich, ehe er 2009 zum FC Wil in die Challenge League wechselte. Nach dem Abstieg der AC Bellinzona aus der obersten Liga wechselte Rodríguez Ende August 2011 zu den Tessinern. Dort spielte er, bis die ACB Ende der Saison 2012/13 aus finanziellen Gründen keine Lizenz mehr erhielt und zwangsrelegiert wurde.
Auf die kommende Saison hin nahm ihn der FC St. Gallen unter Vertrag, wo er beim Spiel in Thun sein Debüt in der Super League gab. Rodríguez eroberte sich schnell einen Stammplatz und war auch daran beteiligt, dass sich der FC St. Gallen für die Gruppenphase in der UEFA Europa League qualifizierte. Im Playoff-Rückspiel erzielte er das zwischenzeitliche 3:1 bei Spartak Moskau. Sein erstes Tor in der Super League erzielte er am 6. Oktober 2013 zum 1:0-Endstand gegen den FC Aarau.
Nach zwei Jahren beim FCSG wechselte Rodríguez zu Novara Calcio in die italienische Serie B.
Nach einem halben Jahr in Italien wurde er bis Saisonende nach Deutschland an den Zweitligisten SpVgg Greuther Fürth ausgeliehen.
Auf die neue Saison hin wechselte er zum Schweizer Challenge-Ligisten und Super-League-Absteiger FC Zürich. Er unterschrieb dort einen Dreijahresvertrag und entwickelte sich rasch zur Stammkraft. Mit dem Club gewann der Mittelfeldspieler jeweils einmal die Meisterschaft der Challenge League und den Schweizer Cup.
In der Winterpause der Saison 2018/19 schloss er sich nach nur 7 Einsätzen in der Hinrunde dem deutschen Drittliga-Aufsteiger KFC Uerdingen 05 an. Ende Juni 2020 gab der Verein die vorzeitige Vertragsauflösung bekannt.
Mitte September 2020 kehrte Rodríguez in die Schweiz zurück und fand mit dem FC Schaffhausen in der Challenge League, der zweithöchsten schweizerischen Liga, einen neuen Verein, zu dem er mit seinem Bruder Francisco wechselte. Seit Januar 2021 war er vereinslos. Im Juni 2021 wechselte er in die zweite Mannschaft des FC Zürich. Im Januar 2024 wurde Rodríguez Teammanager der ersten Mannschaft des FCZ.

## Karriere als Manager
Seit Januar 2024 ist Rodríguez Teammanager der ersten Mannschaft des FC Zürich in der ersten Schweizer Fussball-Liga.

## Sonstiges
Seine Brüder Ricardo und Francisco sind/waren ebenfalls Fussballprofis.